# Águas Vermelhas
Águas Vermelhas là một đô thị thuộc bang Minas Gerais, Brasil. Đô thị này có diện tích 1257,601 km², dân số năm 2007 là 12674 người, mật độ 10,4 người/km².